# Lui Lai Yiu
Lui Lai Yiu, conosciuta anche come Vera Lui (呂麗瑤S; Hong Kong, 30 novembre 1994), è un'ostacolista hongkonghese.
Iscritta all'Università cinese di Hong Kong, ha preso parte dal 2015 a tre edizioni consecutive delle Universiadi. Dal 2013 ha partecipato a numerose competizioni del continente asiatico.

Lui, inoltre, è stata tra le esponenti del suo paese ad aver preso parte al movimento #MeToo, denunciando abusi nel mondo dello sport.

## Palmarès
| Anno | Manifestazione                            | Sede        | Evento   | Risultato  | Prestazione | Note                                     |
| ---- | ----------------------------------------- | ----------- | -------- | ---------- | ----------- | ---------------------------------------- |
| 2010 | Campionati asiatici juniores              | Hanoi       | 100 m hs | 6ª         | 17"31       |                                          |
| 2012 | Campionati asiatici juniores              | Colombo     | 100 m hs | Bronzo     | 14"59       |                                          |
| 2013 | Giochi dell'Asia orientale                | Tientsin    | 100 m hs | 5ª         | 14"07       |                                          |
| 2013 | Giochi dell'Asia orientale                | Tientsin    | 4×400 m  | Bronzo     | 4'00"05     |                                          |
| 2014 | Campionati asiatici indoor                | Hangzhou    | 100 m hs | 4ª         | 8"76        |                                          |
| 2014 | Giochi asiatici                           | Incheon     | 100 m hs | Batteria   | 13"99       |                                          |
| 2014 | Giochi asiatici                           | Incheon     | 4×100 m  | 8ª         | 46"14       |                                          |
| 2015 | Campionati asiatici                       | Wuhan       | 100 m hs | Batteria   | 14"05       |                                          |
| 2015 | Universiadi                               | Gwangju     | 100 m hs | Batteria   | 14"29       |                                          |
| 2016 | Campionati asiatici indoor                | Doha        | 60 m hs  | Batteria   | dq          |                                          |
| 2017 | Campionati asiatici                       | Bhubaneswar | 100 m hs | 7ª         | 13"89       |                                          |
| 2017 | Universiadi                               | Taipei      | 100 m hs | Semifinale | 14"07       |                                          |
| 2017 | Giochi asiatici indoor e di arti marziali | Aşgabat     | 60 m hs  | Oro        | 8"41        |                                          |
| 2018 | Giochi asiatici                           | Giacarta    | 100 m hs | Bronzo     | 13"42       |                                          |
| 2019 | Campionati asiatici                       | Doha        | 100 m hs | 4ª         | 13"32       | Miglior prestazione personale            |
| 2019 | Universiadi                               | Napoli      | 100 m hs | Semifinale | 13"52       |                                          |
| 2022 | Mondiali indoor                           | Belgrado    | 60 m hs  | Batteria   | 8"45        | Miglior prestazione personale stagionale |
| 2023 | Campionati asiatici                       | Bangkok     | 100 m hs | 6ª         | 13"65       |                                          |
| 2023 | Giochi asiatici                           | Hangzhou    | 100 m hs | 6ª         | 13"35       |                                          |